# Nightbreaker
Nightbreaker es el octavo álbum de estudio de la banda estadounidense de heavy metal Riot y fue publicado originalmente en 1993 en formato de disco compacto por Combat Pay Music en los E.U.A. y en Japón por el sello Sony Music Japan.  Un año después fue lanzado en Europa por Rising Sun Productions.

## Grabación
A finales de 1992 y principios de 1993 se realizaron en los estudios Greene St. Recording de Nueva York, EE. UU. los trabajos de grabación de Nightbreaker. En este álbum hicieron su debut el cantante Mike DiMeo, el guitarra Mike Flyntz y el bajista Pete Pérez; estos dos últimos habían participado anteriormente en el disco en directo Riot in Japan: Live!! de 1992.

## Crítica
La editora de Allmusic Gina Boldman se encargó de revisar este material discográfico, empezando con una descripción un tanto «favorable» a Nightbreaker.  Destacó el sonido de los temas originales del disco, mencionando que «el sonido de Nightbreaker se escuchaba un poco más pulido comparado al mismo de Iron Maiden y Judas Priest». Boldman reseñó las versiones de «Burn» de Deep Purple y «A Whiter Shade of Pale» de Procol Harum, describiéndolas como «respetable» y «mal intento al metal» respectivamente. Boldman calificó a este álbum con una puntuación de cuatro estrellas de cinco posibles.

## Diferentes versiones
El listado de canciones del álbum es diferente según la región donde fue publicado.  En E.U.A. y Japón se numeró el tema «Whiter Shade of Pale» de Procol Harum en lugar de «I'm on the Run», melodía enlistada en la edición europea; además en el disco del país nipón se incluyó la canción extra «Black Mountain Woman». Una reedición lanzada en 1999 en Estados Unidos por Metal Blade Records contiene los mismos temas que en la versión japonesa a excepción de la pista adicional, pues como tal fue incluida «Faded Hero».

## Lista de canciones
| Versión original estadounidense |                                                    |                                                            |          |  |
| N.º                             | Título                                             | Escritor(es)                                               | Duración |  |
| 1.                              | «Soldier»                                          | Mark Reale                                                 | 4:54     |  |
| 2.                              | «Destiny»                                          | Mike DiMeo / Mike Flyntz                                   | 4:42     |  |
| 3.                              | «Burn» (versión de Deep Purple)                    | David Coverdale / Ritchie Blackmore / Jon Lord / Ian Paice | 6:00     |  |
| 4.                              | «In Your Eyes»                                     | Mark Reale                                                 | 4:33     |  |
| 5.                              | «Nightbreaker»                                     | Mark Reale                                                 | 4:12     |  |
| 6.                              | «Medicine Man»                                     | Mark Reale                                                 | 5:35     |  |
| 7.                              | «Silent Scream»                                    | DiMeo / Reale / Flyntz                                     | 5:07     |  |
| 8.                              | «Magic Maker»                                      | Mark Reale                                                 | 5:07     |  |
| 9.                              | «A Whiter Shade of Pale» (versión de Procol Harum) | Gary Brooker / Keith Reid                                  | 4:59     |  |
| 10.                             | «Babylon»                                          | DiMeo / Reale                                              | 5:05     |  |
| 11.                             | «Outlaw» (versión regrabada)                       | Reale / Guy Speranza                                       | 6:04     |  |
| 56:34                           |                                                    |                                                            |          |  |

| Versión japonesa |                        |              |          |  |
| N.º              | Título                 | Escritor(es) | Duración |  |
| 12.              | «Black Mountain Woman» | Mark Reale   | 5:08     |  |
| 1:01:42          |                        |              |          |  |

| Versión europea |                                 |                                      |          |  |
| N.º             | Título                          | Escritor(es)                         | Duración |  |
| 1.              | «Soldier»                       | Mark Reale                           | 4:54     |  |
| 2.              | «Destiny»                       | DiMeo / Flyntz                       | 4:42     |  |
| 3.              | «Burn» (versión de Deep Purple) | Coverdale / Blackmore / Lord / Paice | 6:00     |  |
| 4.              | «In Your Eyes»                  | Mark Reale                           | 4:33     |  |
| 5.              | «Nightbreaker»                  | Mark Reale                           | 4:12     |  |
| 6.              | «Medicine Man»                  | Mark Reale                           | 5:35     |  |
| 7.              | «Silent Scream»                 | DiMeo / Reale / Flyntz               | 5:07     |  |
| 8.              | «Magic Maker»                   | Mark Reale                           | 5:07     |  |
| 9.              | «I'm on the Run»                | Mike Reale                           | 4:56     |  |
| 10.             | «Babylon»                       | DiMeo / Reale                        | 5:05     |  |
| 11.             | «Outlaw» (versión regrabada)    | Reale / Speranza                     | 6:04     |  |
| 56:31           |                                 |                                      |          |  |

| Reedición estadounidense de 1999 |                                                    |                                      |          |  |
| N.º                              | Título                                             | Escritor(es)                         | Duración |  |
| 1.                               | «Soldier»                                          | Mark Reale                           | 4:54     |  |
| 2.                               | «Destiny»                                          | DiMeo / Flyntz                       | 4:42     |  |
| 3.                               | «Burn» (versión de Deep Purple)                    | Coverdale / Blackmore / Lord / Paice | 6:00     |  |
| 4.                               | «In Your Eyes»                                     | Mark Reale                           | 4:33     |  |
| 5.                               | «Nightbreaker»                                     | Mark Reale                           | 4:12     |  |
| 6.                               | «Medicine Man»                                     | Mark Reale                           | 5:35     |  |
| 7.                               | «Silent Scream»                                    | DiMeo / Reale / Flyntz               | 5:07     |  |
| 8.                               | «Magic Maker»                                      | Mark Reale                           | 5:07     |  |
| 9.                               | «A Whiter Shade of Pale» (versión de Procol Harum) | Brooker / Reid                       | 4:59     |  |
| 10.                              | «Babylon»                                          | DiMeo / Reale                        | 5:05     |  |
| 11.                              | «Outlaw» (versión regrabada)                       | Reale / Speranza                     | 6:04     |  |
| 12.                              | «Faded Hero»                                       | Mark Reale                           | 5:32     |  |
| 1:02:02                          |                                                    |                                      |          |  |

## Créditos

### Riot
- Mike DiMeo — voz
- Mark Reale — guitarra principal
- Mike Flyntz — guitarra rítmica
- Pete Pérez — bajo
- Booby Jarzombek — batería

### Personal de producción
- Mark Reale — productor
- Steve Loeb — productor
- Rod Hui — ingeniero de audio
- Brian James — trabajo de arte y diseño